# Jakob Schäuffelen
 (janvier 2014).
Si vous disposez d'ouvrages ou d'articles de référence ou si vous connaissez des sites web de qualité traitant du thème abordé ici, merci de compléter l'article en donnant les références utiles à sa vérifiabilité et en les liant à la section « Notes et références ».
Jakob Schäuffelen (né le 19 septembre 1967  à Munich) est un réalisateur et scénariste allemand.

## Biographie
Après avoir étudié à l'Académie du film de Vienne et à la Hamburg Media School Jakob Schäuffelen travaille comme assistant à la réalisation avec divers réalisateurs dont Oliver Hirschbiegel et Jörg Grünler. En 1997 il fait ses débuts de réalisateur avec un épisode de la série télévisuelle allemande Un cas pour deux (Ein Fall für zwei). Après cela il réalise des films TV et des séries pour des chaînes allemandes comme ZDF, Sat.1 et ProSieben. Duo de maîtres - une série pour laquelle il a sélectionné les acteurs principaux, influencé le style et réalisé les deux premiers épisodes - a remporté, entre autres, la récompense télévisuelle allemande Deutscher Fernsehpreis comme meilleure série TV. En 2004 Schäuffelen réalise son premier long-métrage Abgefahren - Mit Vollgas in die Liebe, avec Felicitas Woll.
Sa série télévisuelle Kanzleramt montrait la vie et le travail d'un chancelier allemand qui ressemblait au chancelier alors en exercice Gerhard Schröder. Bien qu'acclamé par la critique allemande, cette production a été complêtement ignorée par le public. On a supposé que l'audience allemande ne soutenait pas cette personnalité politique. Schäuffelen obtient plus de succès avec sa série suivante Donna Roma (en 4 épisodes) et trois comédies romantiques pour Sat.1. Ensuite il fait son premier documentaire (Full Contact - A Way Of Living) qui a pour sujet quatre personnages et leur passion pour les arts martiaux.
Jakob Schäuffelen est membre de l'association allemande des réalisateurs.

## Filmographie

### Cinéma
- 1997 : Un cas pour deux (Ein Fall für zwei)
- 2000 : Nur mein Sohn war Zeuge
- 2002 : Kein Mann für eine Nummer
- 2003 : Abgefahren : Mit Vollgas in die Liebe
- 2006 : Die Liebesflüsterin
- 2008 : Liebesgruß an einen Engel
- 2011 : Full Contact : A Way Of Living

### Télévision
- 1998 : Une équipe de choc (Ein starkes Team) (3 épisodes)
- 2000 : STF (SK Kölsch) (2 épisodes)
- 2001 : Duo de maîtres (3 épisodes)
- 2004 : Kanzleramt (4 épisodes)
- 2006 : Donna Roma (4 épisodes)
- 2008 : Dr. Molly & Karl (3 épisodes)
- 2010 : Anna und die Liebe (10 épisodes)
- 2012 : Heiter bis tödlich: Alles Klara (8 épisodes)

## Prix
- 2002: Prix de la télévision allemande (de) pour la meilleure série pour Duo de maîtres (Sat.1, Réalisateurs: Dirk Regel, Ulrich Zrenner, Dennis Satin, Jakob Schäuffelen, Matthias Kopp)[7].